# Världsmästerskapen i skidskytte 1992
Världsmästerskapen i skidskytte 1992 hölls i Novosibirsk i Ryssland och det anordnades endast lagtävlingar då dessa inte ingick i olympiska vinterspelen 1992 i Albertville i Frankrike. Precis som i Albertville-olympiaden tävlade tolv av de före detta sovjetrepublikerna under OSS:s flagg, däribland hemmanationen Ryssland. De tre före detta sovjetockuperade länderna i Baltikum (Estland, Lettland och Litauen) begick dock VM-debut under egen flagg.

## Herrar

### Lagtävling
| Medalj | Land                       | Lagmedlemmar                                                       | Straffrundor | Resultat |
| ------ | -------------------------- | ------------------------------------------------------------------ | ------------ | -------- |
| Guld   | Oberoende staters samvälde | Eugeni Redkine Anatoliy Zdanovich Alexandr Popov Aleksei Tropnikov |              |          |
| Silver | Norge                      | Frode Løberg Jon Åge Tyldum Sylfest Glimsdal Gisle Fenne           |              |          |
| Brons  | Estland                    | Aivo Udras Urmas Kaldvee Hillar Zahkna Kalju Ojaste                |              |          |

## Damer

### Lagtävling
| Medalj | Land                       | Lagmedlemmar                                                     | Straffrundor | Resultat |
| ------ | -------------------------- | ---------------------------------------------------------------- | ------------ | -------- |
| Guld   | Tyskland                   | Petra Bauer Petra Schaaf Uschi Disl Inga Kesper                  |              |          |
| Silver | Oberoende staters samvälde | Jelena Belova Inna Sjesjikl Anfisa Reztsova Svetlana Petjerskaja |              |          |
| Brons  | Tjeckoslovakien            | Gabriela Suvová Eva Háková Jana Kulhavá Jiřina Adamičkova        |              |          |

## Medaljfördelning
| Placering | Land                       | Guld | Silver | Brons | Totalt |
| --------- | -------------------------- | ---- | ------ | ----- | ------ |
| 1         | Oberoende staters samvälde | 1    | 1      | 0     | 2      |
| 2         | Tyskland                   | 1    | 0      | 0     | 1      |
| 3         | Norge                      | 0    | 1      | 0     | 1      |
| 4         | Tjeckoslovakien            | 0    | 0      | 1     | 1      |
| 4         | Estland                    | 0    | 0      | 1     | 1      |